# احمد اقبال
احمد اقبال در سال ۱۲۹۷ ه‍.ش / ۱۳۳۷ ه‍.ق در ترشیز به دنیا آمد.
احمد اقبال طی سال‌های نخست دههٔ ۱۳۲۰ به استخدام وزارت امورخارجه درآمد و به سرعت پلکان ترقی را طی نموده‌است. بیشترین دوران فعالیت احمد اقبال در وزارت خارجه بود که تا واپسین زمان عمر حکومت پهلوی به طول انجامید. وی سال‌ها به عنوان سفیر و وزیرمختار در راس برخی سفارت خانه‌های ایران در پایتخت‌های برخی کشورهای اروپایی نظبر چکسلواکی، یوگسلاوی، نروژ و هلند حضور داشت.